# 丸尾文六
丸尾 文六（まるお ぶんろく、1832年8月26日〈天保3年8月1日〉- 1896年〈明治29年〉5月1日）は、日本の実業家、政治家。族籍は静岡県平民。
浜松県民会議員、浜松県民会幹事、静岡県会議員、静岡県会副議長（第2代）、静岡県会議長（第2代）、衆議院議員などを歴任した。

## 概要
遠江国出身の実業家、政治家である。大井川の渡船解禁により窮乏した川越人足らを救うため、牧ノ原台地への入植を推進した。その結果、牧ノ原台地を茶の一大産地となるまでに育て上げた。製茶業を営んだ。また、政界にも進出し、静岡県会議員や衆議院議員などを歴任した。

## 来歴

### 生い立ち
1832年8月26日（旧暦天保3年8月1日）、遠江国の城東郡池新田村にて生まれた。生家である丸尾家は豪農であった。幼いころから学問を好み、経書を学んでいた。さらに、遠江国の佐野郡に居住していた歌人の石川依平の門下となり、皇学と和歌を学んだ。しかし、家業に従事しながら勉学に励む生活に嫌気が差し、学問に専念したいと考えるようになった。学問への思いが日に日に募り、遂には儒学者の篠崎小竹に弟子入りしようと生家を出奔し、篠崎が住む摂津国を目指して西に向かった。しかし、途中でたまたま出逢った知人から、父の許しも得ずに勝手に遊学するのは問題だと諭された。最終的に篠崎に弟子入りすることを諦め、道中の尾張国で多数の書籍を買い込んでから池新田村に引き返した。
池新田村に戻ると組頭を命ぜられ、以降は家業に励むことになる。嘉永年間、安政年間の旱魃により米価が高騰し、困窮する村民が多数発生したことを契機に、遠江国の佐野郡倉真村に居住する岡田佐平治らから報徳思想を学んだ。報徳思想に基づき村の救済事業を展開したが、この活動を通じて公益事業に関心を持つことになった。また、安居院義道らを招聘し、近隣の同志らとともに報徳社を結成している。

### 実業家として

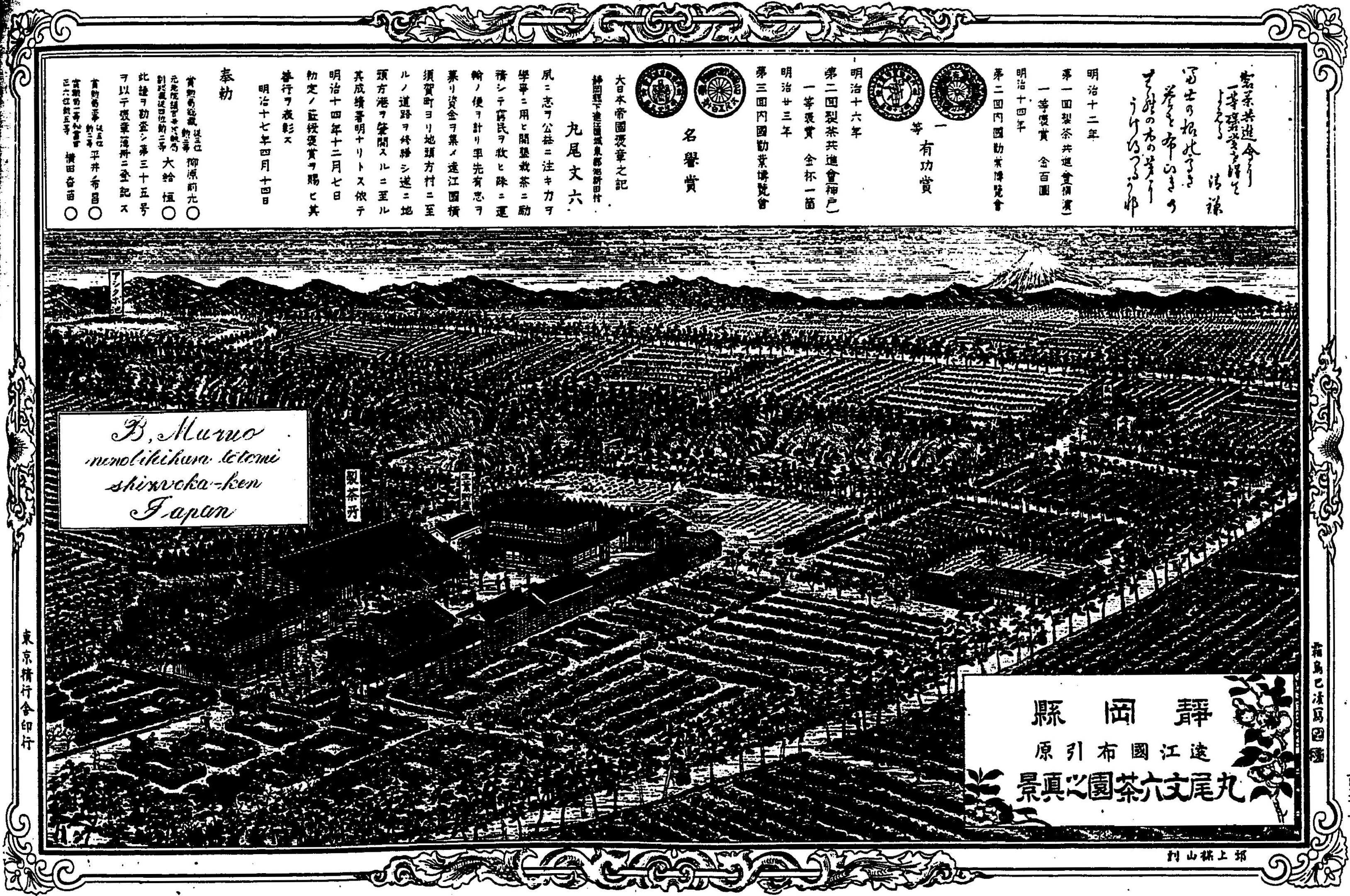
『日本博覧圖――靜岡縣』に掲載された丸尾の茶園の全景

駿河国と遠江国との境界を流れる大井川は、江戸時代の頃は渡船、架橋が禁じられていた。しかし、明治維新に伴い、1870年（旧暦明治3年）に渡船が解禁されることになった。その結果、大井川の左岸に位置する駿河国の志太郡島田宿、および、右岸に位置する遠江国の榛原郡金谷宿では、川越人足をはじめとする大量の失業者が発生した。困窮する川越人足を救済するため牧ノ原台地の開墾に取り組み、チャノキの育成や茶の製造などといった事業を展開した。茶園の開発は極めて困難であったが、10年以上の歳月をかけて、川越人足らが自立して生活できるよう指導した。1884年（明治17年）4月14日、これまでの功績が評価され藍綬褒章が授与された。
また、尾崎伊兵衛らとともに茶業に関する業界団体でも活動しており、静岡県茶業組合取締所の総括や静岡県茶業組合連合会の議長といった役職も歴任した。そのほか、財界でも積極的に活動しており、1873年（明治6年）11月、浜松県庁が半官半民の金融機関として資産金貸附所を創設すると、岡田佐平治、山崎千三郎、松本文治、鈴木九郎治といった資産家らとともに第二分社の御用係に任命された。自身の地元においては、教育水準の向上を図るため、近隣の同志らとともに私塾を創設し、曾我準平（のちの近藤準平）、石野脩正らを招聘した。この私塾から、のちに文化勲章を受章する農芸化学者の鈴木梅太郎らが巣立っていった。

### 政治家として

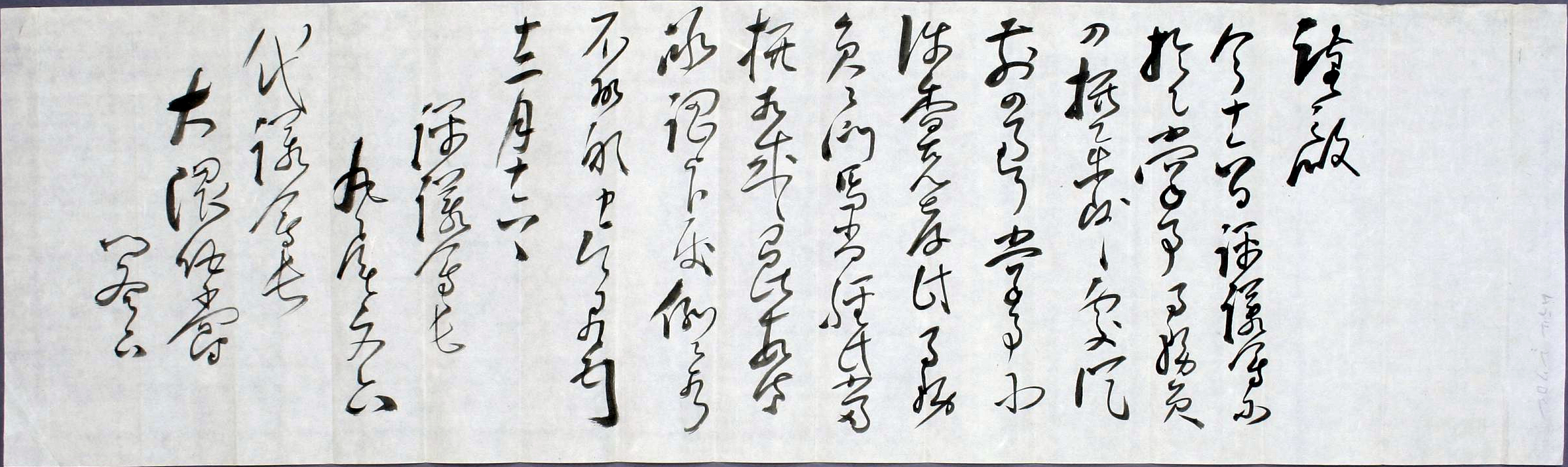
丸尾が大隈重信に宛てた書簡（写）

自由民権運動にも積極的に携わり、遠州を代表する政治家の一人となった。地方政界においては、1876年（明治9年）、浜松県の県令を務める林厚徳が民会開設を布達したことから、浜松県民会が設置されることになった。それに伴い、青山宙平、気賀半十郎らと浜松県民会議員選挙規則の策定に参画した。同年、浜松県第三大区より浜松県民会の議員に選出されるとともに、須永信夫、大塚義一郎、河村八郎治とともに幹事に選任された。のちに浜松県が静岡県に編入されると、静岡県会の議員に選出された。さらに、近藤準平の後任として第2代副議長に選任され、1880年（明治13年）4月に就任した。さらに、磯部物外の後任として第2代議長に選任され、1884年（明治17年）1月に就任した。
また、国政に対しては、1881年（明治14年）3月に遠州有志同盟会を結成し、立憲政体や権利の拡張を求める活動を展開した。国会開設の建言にて建白総代12名の一人として名を連ね、1万9000名以上の建白者を集めた。さらには政党の結成に動き、中央の立憲改進党の結成に先んじて、同年12月には静岡県改進党を発足させた。やがて国会開設の詔により1890年（明治23年）に第1回衆議院議員総選挙が実施されると、静岡県第4区から立候補し、静岡県会議員などを歴任した岡田良一郎と激しい接戦を演じた。丸尾はかつて良一郎の実父である岡田佐平治から報徳思想を学んでおり、良一郎とも静岡県会で協力し合っており関係は悪くなかった。自由民権運動でも丸尾と良一郎は志を同じくして活動しており、衆議院議員選挙についても不戦の誓いを結んでいたという。一方で、選挙区内の住民らは華々しい選挙戦を待ち望んでいたため、岡田と丸尾の実力者同士の舌戦に大いに沸き、多くの有権者がそれぞれの候補者を応援する新聞広告を多数掲載するという過熱ぶりであった。最終的に岡田が1388票を獲得したため、1185票にとどまった丸尾は約200票差で敗れた。なお、静岡県第4区では岡田や丸尾以外にも河井重藏のような有力者が立候補しているが、岡田と丸尾以外の候補者は全員一桁台の得票数に終わっている。1892年（明治25年）には第2回衆議院議員総選挙に静岡県第4区から再び立候補し、初当選を果たした。帝国議会においては立憲改進党に所属した。1894年（明治27年）の第3回衆議院議員総選挙、および、第4回衆議院議員総選挙においても連続当選を果たした。1896年（明治29年）5月、衆議院議員として在任中に死去した。

## 顕彰
生前の功績により、静岡県菊川市の丸尾原水神宮に祭神として祀られている。境内には「丸尾文六報恩碑」が建立されている。また、静岡県静岡市の静岡浅間神社の境内には「丸尾翁頌徳碑」が建立されている。また、開墾した牧ノ原台地には、姓に因んで「丸尾原」と命名された地名が現存している。
なお、静岡県菊川市には、丸尾が原崎源作と設立した富士製茶工場の煉瓦造の倉庫が現存している。茶葉の合組や保管のために使用されたとみられているが、茶産業の煉瓦造倉庫はほとんど現存しておらず貴重とされている。「菊川市としての近代化遺産では、群を抜く存在」 と評価されており、2014年4月25日には「菊川赤れんが倉庫」との名称で国の登録有形文化財として登録された。国の登録有形文化財に菊川市の文化財が登録されたのはこれが初めてである。

## 家族・親族
丸尾文六の娘婿の丸尾鎌三郎は、池新田村の村長などを歴任した。文六の曾孫の丸尾文治は生物学者であり、東京大学で教授を務めた。また、文六の曾孫の水野成夫はフジテレビジョンの初代社長を経て産業経済新聞社の社長を務め、財界四天王の一人と謳われた。文六の玄孫の水野誠一は西武百貨店の社長を経て、参議院議員となった。また、文六の弟の丸尾徳三郎は、丸尾家から分家し、池新田郵便局の初代局長を務めた。また、徳三郎の孫娘と結婚した丸尾謙二は笠南公民実業学校の校長を務めていたが、自らの私有地を提供して池新田村外九か村組合立池新田農学校の設立に尽力し、その初代校長に就任した。のちに静岡県議会議員に選出され、文六と同じく議長も務めた。
- 丸尾文右衛門（父） - 農家
- 丸尾徳三郎（弟） - 郵政職員[26]
- 丸尾鎌三郎（娘婿） - 政治家[24]
- 水野彦次郎（義孫） - 政治家
- 丸尾文治（曾孫） - 生物学者[9][25]
- 水野彦治郎（曾孫） - 政治家
- 水野成夫（曾孫） - 実業家[24]
- 水野誠一（玄孫） - 政治家
- 水野惣平（養玄孫） - 実業家

## 系譜
|              |              |              |              |              |              |  |  |            |            |            |            |            |            |  |  |            |          |          |          |          |          |  |  |              |            |            |            |            |            |  |  |            |          |          |          |          |          |  |  |          |          |          |          |          |          |  |  |
| 丸尾文右衛門 | 丸尾文右衛門 | 丸尾文右衛門 | 丸尾文右衛門 | 丸尾文右衛門 | 丸尾文右衛門 |  |  | 丸尾文六   | 丸尾文六   | 丸尾文六   | 丸尾文六   | 丸尾文六   | 丸尾文六   |  |  | 文六の娘   | 文六の娘 | 文六の娘 | 文六の娘 | 文六の娘 | 文六の娘 |  |  |              |            |            |            |            |            |  |  |            |          |          |          |          |          |  |  |          |          |          |          |          |          |  |  |
| 丸尾文右衛門 | 丸尾文右衛門 | 丸尾文右衛門 | 丸尾文右衛門 | 丸尾文右衛門 | 丸尾文右衛門 |  |  | 丸尾文六   | 丸尾文六   | 丸尾文六   | 丸尾文六   | 丸尾文六   | 丸尾文六   |  |  | 文六の娘   | 文六の娘 | 文六の娘 | 文六の娘 | 文六の娘 | 文六の娘 |  |  |              |            |            |            |            |            |  |  |            |          |          |          |          |          |  |  |          |          |          |          |          |          |  |  |
|              |              |              |              |              |              |  |  |            |            |            |            |            |            |  |  |            |          |          |          |          |          |  |  | 鎌三郎の子   | 鎌三郎の子 | 鎌三郎の子 | 鎌三郎の子 | 鎌三郎の子 | 鎌三郎の子 |  |  | 丸尾文治   | 丸尾文治 | 丸尾文治 | 丸尾文治 | 丸尾文治 | 丸尾文治 |  |  |          |          |          |          |          |          |  |  |
|              |              |              |              |              |              |  |  |            |            |            |            |            |            |  |  |            |          |          |          |          |          |  |  | 鎌三郎の子   | 鎌三郎の子 | 鎌三郎の子 | 鎌三郎の子 | 鎌三郎の子 | 鎌三郎の子 |  |  | 丸尾文治   | 丸尾文治 | 丸尾文治 | 丸尾文治 | 丸尾文治 | 丸尾文治 |  |  |          |          |          |          |          |          |  |  |
|              |              |              |              |              |              |  |  |            |            |            |            |            |            |  |  | 丸尾鎌三郎 |          |          |          |          |          |  |  |              |            |            |            |            |            |  |  |            |          |          |          |          |          |  |  |          |          |          |          |          |          |  |  |
|              |              |              |              |              |              |  |  |            |            |            |            |            |            |  |  |            |          |          |          |          |          |  |  | 鎌三郎の二女 |            |            |            |            |            |  |  |            |          |          |          |          |          |  |  |          |          |          |          |          |          |  |  |
|              |              |              |              |              |              |  |  |            |            |            |            |            |            |  |  |            |          |          |          |          |          |  |  |              |            |            |            |            |            |  |  |            |          |          |          |          |          |  |  |          |          |          |          |          |          |  |  |
|              |              |              |              |              |              |  |  |            |            |            |            |            |            |  |  |            |          |          |          |          |          |  |  |              |            |            |            |            |            |  |  | 水野彦治郎 |          |          |          |          |          |  |  |          |          |          |          |          |          |  |  |
|              |              |              |              |              |              |  |  |            |            |            |            |            |            |  |  |            |          |          |          |          |          |  |  |              |            |            |            |            |            |  |  |            |          |          |          |          |          |  |  |          |          |          |          |          |          |  |  |
|              |              |              |              |              |              |  |  |            |            |            |            |            |            |  |  |            |          |          |          |          |          |  |  | 水野彦次郎   |            |            |            |            |            |  |  |            |          |          |          |          |          |  |  |          |          |          |          |          |          |  |  |
|              |              |              |              |              |              |  |  |            |            |            |            |            |            |  |  |            |          |          |          |          |          |  |  |              |            |            |            |            |            |  |  | 水野成夫   | 水野成夫 | 水野成夫 | 水野成夫 | 水野成夫 | 水野成夫 |  |  | 水野誠一 | 水野誠一 | 水野誠一 | 水野誠一 | 水野誠一 | 水野誠一 |  |  |
|              |              |              |              |              |              |  |  |            |            |            |            |            |            |  |  |            |          |          |          |          |          |  |  |              |            |            |            |            |            |  |  | 水野成夫   | 水野成夫 | 水野成夫 | 水野成夫 | 水野成夫 | 水野成夫 |  |  | 水野誠一 | 水野誠一 | 水野誠一 | 水野誠一 | 水野誠一 | 水野誠一 |  |  |
|              |              |              |              |              |              |  |  |            |            |            |            |            |            |  |  |            |          |          |          |          |          |  |  |              |            |            |            |            |            |  |  |            |          |          |          |          |          |  |  |          |          |          |          |          |          |  |  |
|              |              |              |              |              |              |  |  |            |            |            |            |            |            |  |  |            |          |          |          |          |          |  |  |              |            |            |            |            |            |  |  |            |          |          |          |          |          |  |  | 水野惣平 |          |          |          |          |          |  |  |
|              |              |              |              |              |              |  |  |            |            |            |            |            |            |  |  |            |          |          |          |          |          |  |  |              |            |            |            |            |            |  |  |            |          |          |          |          |          |  |  |          |          |          |          |          |          |  |  |
|              |              |              |              |              |              |  |  | 丸尾徳三郎 | 丸尾徳三郎 | 丸尾徳三郎 | 丸尾徳三郎 | 丸尾徳三郎 | 丸尾徳三郎 |  |  | 丸尾勉     | 丸尾勉   | 丸尾勉   | 丸尾勉   | 丸尾勉   | 丸尾勉   |  |  |              |            |            |            |            |            |  |  |            |          |          |          |          |          |  |  |          |          |          |          |          |          |  |  |
|              |              |              |              |              |              |  |  | 丸尾徳三郎 | 丸尾徳三郎 | 丸尾徳三郎 | 丸尾徳三郎 | 丸尾徳三郎 | 丸尾徳三郎 |  |  | 丸尾勉     | 丸尾勉   | 丸尾勉   | 丸尾勉   | 丸尾勉   | 丸尾勉   |  |  |              |            |            |            |            |            |  |  |            |          |          |          |          |          |  |  |          |          |          |          |          |          |  |  |
|              |              |              |              |              |              |  |  |            |            |            |            |            |            |  |  |            |          |          |          |          |          |  |  |              |            |            |            |            |            |  |  |            |          |          |          |          |          |  |  |          |          |          |          |          |          |  |  |

- 赤地に太字が本人である。
- 係累縁者が多いため、丸尾文六の親族に該当する著名人のみ氏名を記載した。

## 略歴
- 1832年 - 遠江国城東郡池新田村にて誕生。
- 1873年 - 資産金貸附所第二分社御用係[7]。
- 1876年 - 浜松県民会議員選挙当選[12]。
- 1876年 - 浜松県民会幹事[12]。
- 1880年 - 静岡県会副議長[13]。
- 1884年 - 静岡県会議長[13]。
- 1890年 - 第1回衆議院議員総選挙落選[17]。
- 1892年 - 第2回衆議院議員総選挙当選。
- 1894年 - 第3回衆議院議員総選挙当選。
- 1894年 - 第4回衆議院議員総選挙当選。
- 1896年 - 死去[2]。

## 賞歴
- 1879年 - 製茶共進会一等褒賞[5]。
- 1881年 - 内国勧業博覧会一等有功賞[5]。
- 1883年 - 製茶共進会一等褒賞[5]。
- 1890年 - 内国勧業博覧会名誉賞[5]。

## 栄典
- 1884年 - 藍綬褒章[5]。

## 関連作品

### 舞台
- 劇団静岡県史『牧之原開拓史～侍たちの茶摘み唄～』（2019年4月　菊川文化会館アエル）
- 劇団静岡県史『静岡茶●航海記』（2020年2月　菊川文化会館アエル）

### 註釈
1. ↑  遠江国城東郡池新田村は、のちの静岡県御前崎市に該当する。
2. ↑  遠江国佐野郡は、のちの静岡県掛川市に該当する。
3. ↑  摂津国は、のちの大阪府、兵庫県に該当する。
4. ↑  尾張国は、のちの愛知県に該当する。
5. ↑  遠江国佐野郡倉真村は、のちの静岡県掛川市に該当する。
6. ↑  駿河国志太郡島田宿は、のちの静岡県島田市に該当する。
7. ↑  遠江国榛原郡金谷宿は、のちの静岡県島田市に該当する。
8. ↑  浜松県は、のちの静岡県に該当する。
9. ↑  笠南公民実業学校は、のちに静岡県立池新田高等学校、静岡県立横須賀高等学校の源流の一つとなった。
10. ↑  池新田村外九か村組合立池新田農学校は、のちに静岡県立池新田高等学校、静岡県立横須賀高等学校の源流の一つとなった。

## 関連人物
- 安居院義道
- 岡田良一郎
- 尾崎伊兵衛
- 勝海舟
- 河井重藏
- 鈴木梅太郎
- 田中正造

## 関連文献
- 二村悟ほか「静岡県菊川市の旧丸尾文六家製茶場について」『学術講演梗概集 F-2 建築歴史・意匠』2005版、日本建築学会、2005年7月31日、235-236頁。